# Ваду Негрилесеј (Сучава)
Ваду Негрилесеј (рум. Vadu Negrilesei) насеље је у Румунији у округу Сучава у општини Стулпикани. Oпштина се налази на надморској висини од 718 m.

## Становништво
Према подацима из 2002. године у насељу је живело 621 становника, од којих су сви румунске националности.